# Kirkedistrikt
Et kirkedistrikt – før 1922 et sognedistrikt – var en del af et sogn, som havde egen kirke og typisk også separat menighedsråd. Status som kirkedistrikt har i en del tilfælde været en forløber for, at et område er blevet udskilt som selvstændigt sogn.
Kirkedistrikterne blev afskaffet ved lov 1. oktober 2010. Der var ved nedlæggelsen 93 kirkedistrikter i Danmark. Heraf blev 89 udskilt som selvstændige sogne, og resten blev sammenlagt med deres modersogne.